# Chrystian legnicki
Chrystian (ur. 19 kwietnia 1618, zm. 28 lutego 1672) – książę legnicki, jeden z ostatnich Piastów śląskich.

## Życiorys
Urodzony 19 kwietnia 1618 r., był synem księcia brzeskiego Jana Chrystiana i Doroty Sybylii, młodszy brat Jerzego III i Ludwika IV.
W młodzieńczych latach wraz ze starszymi braćmi odbył kilkuletnią podróż po Europie, w trakcie której odwiedził dwór króla Francji Ludwika XIII i króla Anglii Karola I. Po powrocie na Śląsk dostał się w wir wojny trzydziestoletniej. W 1635 ojciec Jan Chrystian brzeski wysłał Chrystiana na Litwę, by tam w Kiejdanach kształcił się w szkole kalwińskiej. Pobyt w szkole pozwolił Chrystianowi poznać m.in. króla Polski Jana Kazimierza, którego żona Maria Ludwika była matką chrzestną córki księcia (córka zmarła w wieku dwóch lat). Poznał również swego kuzyna księcia Bogusława Radziwiłła, którego matka była siostrą matki Chrystiana. Przyjaźnił się on też z kolejnym polskim monarchą, Michałem Korybutem Wiśniowieckim. Dzięki naukom w szkole książę opanował w dobrym stopniu język polski.
Po ukończeniu nauki Chrystian powrócił na Śląsk, gdzie nadal grasowały szwedzkie wojska. W 1642 przeżył 4-tygodniowe oblężenie Brzegu przez Szwedów. W grudniu 1645 został pojmany i wzięty do niewoli przez Szwedów. Na szczęście jeden z ludzi księcia zdołał się wymknąć i powiadomić brzeskich mieszczan, którym udało się odbić ich pana. Książę Christian był słabego zdrowia i psychiki. Oprócz incydentu ze Szwedami, został postrzelony w stopę podczas polowania, a pewnego razu na jego oczach utonęło dwóch pokojowców.
14 listopada 1648 poślubił Ludwikę Anhalcką.
W 1668 wysunął swoją kandydaturę do tronu polskiego, jednak nie znalazł poparcia szlachty polskiej.
Zmarł z powodu puchliny wodnej. Pogrzeb odbył się 31 marca 1672 w Legnicy, w kościele św. Jana. Księcia złożono w złoconej trumnie, a tłumowi rozdawano złocone monety.
Książę miał czwórkę dzieci: Karolinę, Ludwikę, Jerzego Wilhelma i Chrystiana Ludwika. Do dnia jego śmierci dożyli jedynie: Karolina i Jerzy Wilhelm, który został spadkobiercą ojca i na nim wygasła gałąź Piastów Śląskich.
| Jan Chrystian brzeski ur. 28 VIII 1591 zm. 25 XII 1639 | Jan Chrystian brzeski ur. 28 VIII 1591 zm. 25 XII 1639 |                                                 |                                                 | Dorota Sybilla Hohenzollern 1) ur. 9 X 1590 zm. 9 III 1625 | Dorota Sybilla Hohenzollern 1) ur. 9 X 1590 zm. 9 III 1625 |  |  | Jan Kazimierz Askański ur. 7 XII 1596 zm. 15 IX 1660 | Jan Kazimierz Askański ur. 7 XII 1596 zm. 15 IX 1660 |                                                |                                                | Agnieszka Heska ur. 13/14 V 1606 zm. 28 V 1650 | Agnieszka Heska ur. 13/14 V 1606 zm. 28 V 1650 |
|                                                        |                                                        |                                                 |                                                 |                                                            |                                                            |  |  |                                                      |                                                      |                                                |                                                |                                                |                                                |
|                                                        |                                                        |                                                 |                                                 |                                                            |                                                            |  |  |                                                      |                                                      |                                                |                                                |                                                |                                                |
|                                                        |                                                        | Chrystian legnicki ur. 9 IV 1618 zm. 28 II 1672 | Chrystian legnicki ur. 9 IV 1618 zm. 28 II 1672 |                                                            |                                                            |  |  |                                                      |                                                      | Ludwika Anhalcka ur. 10 II 1631 zm. 25 IV 1680 | Ludwika Anhalcka ur. 10 II 1631 zm. 25 IV 1680 |                                                |                                                |
|                                                        |                                                        |                                                 |                                                 |                                                            |                                                            |  |  |                                                      |                                                      |                                                |                                                |                                                |                                                |
|                                                        |                                                        |                                                 |                                                 |                                                            |                                                            |  |  |                                                      |                                                      |                                                |                                                |                                                |                                                |
|                                                        |                                                        |                                                 |                                                 |                                                            |                                                            |  |  |                                                      |                                                      |                                                |                                                |                                                |                                                |

|                                                                                 |  | Fryderyk Schleswig-Holstein-Sonderburg-Wiesenburg ur. 2 II 1651 zm. 7 X 1724 OO 14 VII 1672 (tajny) 3 V 1673 (oficjalny) | Fryderyk Schleswig-Holstein-Sonderburg-Wiesenburg ur. 2 II 1651 zm. 7 X 1724 OO 14 VII 1672 (tajny) 3 V 1673 (oficjalny) | Karolina Piastówna ur. 2 XII 1652 zm. 24 XII 1707 | Karolina Piastówna ur. 2 XII 1652 zm. 24 XII 1707 |  |  |  |  |
|                                                                                 |  | | |                                                   |                                                   |  |  |  |  |
|                                                                                 |  | | |                                                   |                                                   |  |  |  |  |
|                                                                                 |  | | |                                                   |                                                   |  |  |  |  |
| Leopold (Schleswig-Holstein-Sonderburg-Wiesenburg) ur. 12 I 1674 zm. 4 III 1744 |  | | |                                                   |                                                   |  |  |  |  |

| 1. córka Jana Jerzego Hohenzollerna |